# سان جون بيرس
سان جون بيرس، (بالإنجليزية: Saint-John Perse)‏ كتب تحت اسم (بالإنجليزية: Alexis Léger)‏ و(بالإنجليزية: Alexis Saint-Legér Léger)‏ هو شاعر وديبلوماسي فرنسي ولد يوم 31 مايو 1887 في جزر جوادلوب وتوفي يوم 20 سبتمبر 1975. تحصل على جائزة نوبل في الأدب لسنة 1960.

## وصلات خارجية
- سان جون بيرس على موقع الموسوعة البريطانية (الإنجليزية)
- سان جون بيرس على موقع مونزينجر (الألمانية)
- سان جون بيرس على موقع ميوزك برينز (الإنجليزية)
- سان جون بيرس على موقع إن إن دي بي (الإنجليزية)
- سان جون بيرس على موقع ديسكوغز (الإنجليزية)
- سان جون بيرس